# Понтано, Джованни
Джованни Понтано, Понтан, Понтанус (итал. Giovanni Pontano, лат. Iovianus Pontanus; 1426 или 1429—1503) — итальянский поэт-гуманист, классик латинской поэзии Ренессанса.
Получил образование в Перудже. Принимал деятельное участие в основанной в 1433 году Беккаделли «Палермской академии», которая впоследствии была переименована в «Понтанианскую».
Большую часть своей жизни провел в Неаполе, стоял во главе Неаполитанской академии. При короле Фердинанде I был воспитателем его детей. С 1486 года занимал должность государственного секретаря, или первого министра, сохранив её при Альфонсе II и Фердинанде II. Это не помешало ему по занятии Неаполя французами приветствовать речью Карла VIII. Потеряв, по удалении французов, прежнее положение, не пожелал вернуться к государственной деятельности при вторичном занятии ими Неаполя и до самой смерти оставался частным человеком,, обратившись к литературным трудам. Его историческое сочинение «O неаполитанской войне» (лат. De bello napolitano) было издано после его смерти в 1509 году.

## Произведения
- Amorum libri (1455-58)
- Charon (1467-91)
- Urania (1476)
- Asinus (1486-90)
- Antonius (1487)
- Meteororum libri (1490)
- Hendecasyllabi seu Baiarum libri (1490—1500)
- De principe (1493)
- De liberalitate (1493)
- Lepidina (1496)
- Actius (1499)
- Aegidium (1501)
- De hortis Hesperidum (1501)
- De fortuna (1501)
- De Bello Napolitano (1509)

## Память
В 1935 г. Международный астрономический союз присвоил имя Джованни Понтано кратеру на видимой стороне Луны.